# No More Mr. Nice Guy (album de Gang Starr)
Pour les articles homonymes, voir No More Mr. Nice Guy.
Albums de Gang Starr
Step in the Arena
(1991)
Singles
1. Words I Manifest (Remix)
Sortie : 1989
2. Positivity (Remix)
Sortie : 1989

No More Mr. Nice Guy est le premier album studio de Gang Starr, sorti le 22 avril 1989.
L'album est produit par DJ Premier et les textes sont signés Guru.
Il s'est classé 83e au Top R&B/Hip-Hop Albums.

## Liste des titres
| No  | Titre                            | Contient un (des) sample(s) de | Durée |
| --- | -------------------------------- | --- | ----- |
| 1.  | Premier & The Guru               | Give the People What They Want des O'Jays If It Don't Turn You on (You Oughta Leave It Alone) de B.T. Express | 3:26  |
| 2.  | Jazz Music                       | Les Fleurs de Ramsey Lewis | 3:30  |
| 3.  | Gotch U                          | I Got You (I Feel Good) de James Brown Get Up, Get Into It, Get Involved de James Brown Give It Up or Turnit a Loose (Remix) de James Brown | 3:08  |
| 4.  | Manifest                         | A Night in Tunisia de Charlie Parker et Miles Davis Bring It Up (Hipster's Avenue) de James Brown Papa Was Too de Joe Tex Word to the Mother (Land) de Big Daddy Kane Get Me Back on Time, Engine #9 de Wilson Pickett | 4:56  |
| 5.  | Gusto                            | 'Freddie's Dead des Cecil Holmes Soulful Sounds 'Express de B.T. Express 'Funkbox Party (Live) du Masterdon Committee | 3:15  |
| 6.  | DJ Premier in Deep Concentration | Summertime de Billy Stewart The Awakening d'Ahmad Jamal Handclapping Song des Meters Movin' On de Gang Starr Summer Madness de Kool & the Gang Funky Stuff de Kool & the Gang Paid in Full d'Eric B. and Rakim Stoop Rap de Double Trouble It's My Thing d'EPMD Marley Marl Scratch de Marley Marl featuring MC Shan I Ain't No Joke d'Eric B. and Rakim Change the Beat (Female Version) de Fab 5 Freddy featuring Beside Burn Rubber on Me (Why You Wanna Hurt Me) du Gap Band | 3:13  |
| 7.  | Positivity                       | One Man Band (Plays All Alone) de Monk Higgins featuring The Specialties Changin' de Brass Construction No Tricks de Latee Mr Nobody Is Somebody Now de Chubb Rock et Howie Tee | 4:49  |
| 8.  | Manifest                         | Manifest de Gang Starr | 5:12  |
| 9.  | Conscience be Free               | You Gots to Chill d'EPMD | 4:04  |
| 10. | Cause and Effect                 | Live Wire des Meters | 3:22  |
| 11. | 2 Steps Ahead                    | Hot Pants de James Brown Change the Beat (Female Version) de Fab 5 Freddy featuring Beside | 3:50  |
| 12. | No More Mr. Nice Guy             | The Message from the Soul Sisters de Vicki Anderson | 3:22  |
| 13. | Knowledge (featuring Damo D-Sky) | Funky President de James Brown Knowledge Me d'Original Concept Making Merry Music de Kool & the Gang | 3:42  |
| 14. | Positivity                       | | 3:35  |

| 15. | Here's the Proof | Just Rhymin' With Biz de Big Daddy Kane featuring Biz Markie Night of the Living Baseheads de Public Enemy (Every Time I Turn Around) Back in Love Again de L.T.D. | 4:35 |
| 16. | The Lesson       | | 5:05 |
| 17. | Dedication       | | 5:11 |